# Rong-Tradition
| Tibetische Bezeichnung           |
| -------------------------------- |
| Wylie-Transliteration: rong lugs |
| Chinesische Bezeichnung          |
| Vereinfacht: 绒派                |
| Pinyin:Rong pai                  |

Die Rong-Tradition oder Rong-Schule (tib. rong lugs) war eine eigene Dzogchen-Schulrichtung. Als ihr Gründer gilt Rongsom Chökyi Sangpo (rong zom chos kyi bzang po; 1012-1088) oder kurz Rongsompa, ein „Nyingmapa Pandita“, der ein bedeutender Dzogchen-Gelehrter der Nyingma-Schule im 11. Jahrhundert war. Rongsom (rong zom) bezeichnet das Gebiet des Tales des Rong-Flusses (rong chu) im Oberen Tsang.